# Idaea adipata
Idaea adipata är en fjärilsart som beskrevs av William Schaus 1913. Idaea adipata ingår i släktet Idaea och familjen mätare. Inga underarter finns listade i Catalogue of Life.